# Erik Montry
Erik Montry est un chanteur français des années 1964-1970 né en juillet 1937 à Florensac, dans l'Hérault.

## Biographie
Il a enregistré chez Barclay des super 45 tours (4 chansons).
Il a participé en 1970 à la Coupe d'Europe du tour de chant de Knokke-Heist.
Il s'est ensuite orienté vers les revues (Moulin Rouge…).

## Discographie partielle
- 1964 : Maintenant, tu veux partir, L’eau qui dort, Monsieur l’Hermite, Caché dans l’ombre
- 1965 : Je le sais, Yaël (de Magali Déa, Jean Renard et Erik Montry), Les gens se moquent, Va-t-en au diable (Come potrei dimenticarti)
- 1965 : Elle, Non non ne t'en va pas, Moi qui n'ai plus rien, 20 kilometres par jour
- 1965 : D'ombre et de soleil (festival Rose d'or d'Antibes, Juan-les-Pins, 1965 ; de Pierre Delanoe et Frank Gérald), Le bruit de mes pas, Il y a parfois des souvenirs, Oui le monde change
- 1966 : Les 400 coups (de Pierre Delanoe et Eddie Barclay), Buvons encore, Oh comme je t'aime, Un nouveau jour
- 1966 : Eurydice et Orphée, Chez Lola, Pour que vive l'amour, C'était toi que j'aimais
- 1966 : Monsieur Personne, Et ils l'ont laissé mourir, Des fleurs et des fusils, Je les voudrais pour toi
- 1967 : Tu devrais toujours sourire, Les femmes de 40 ans, Che Guevara, Toi mon amour (D'un peu partout)
- 1968 : Indicatif du feuilleton ORTF "Corsaires et flibustiers" (François Deguelt).

- 1970 : Helsinki, Mary dreamy